# 填滿下一個空格
《填滿下一個空格》(韓語：다음 빈칸을 채우시오)是一部基於假設的心理學理論製作的紀錄片，於2023年1月3日於Watcha首播，每周一集，共有四集。該理論認為現代人高度物質化的生活可以用任何情況下的九件物品來解釋。這部紀錄片記錄了四位韓國流行音樂偶像——OH MY GIRL的效定、THE BOYZ的Q、ATEEZ的友榮和LE SSERAFIM的金采源——尋找九件能表達和解釋自己的物品的旅程。

## 集數
| 日期    | 主角   | 所屬團體    |
| ------- | ------ | ----------- |
| 1月3日  | 友榮   | ATEEZ       |
| 1月10日 | 金采源 | LE SSERAFIM |
| 1月17日 | Q      | THE BOYZ    |
| 1月24日 | 效定   | OH MY GIRL  |